# 凯法利尼亚岛大屠杀
凯法利尼亚岛大屠杀，指第二次世界大战義大利與盟國停戰后，1943年9月，德军于希腊凯法利尼亚岛大规模屠杀意大利第33步兵师（又称阿古伊师）士兵的事件。一般认为约有5000名士兵被屠杀。
1940年10月，意军发动希意戰爭。11月，意军退回阿尔巴尼亚，德国于1941年4月调派军队援助意军。1943年，意大利与盟国停战，德军想藉軸心方案解除意军武装。意军第33步兵师拒绝解除武装，于1943年9月13日至22日期间，在凯法利尼亚岛与德军作战。战斗造成1315人阵亡，3000人被德国船只带往集中营，途中船只被盟军击沉。5155人在9月26日前被处决。此次事件是德国国防军第1山地師犯下的众多罪行之一。小说《科萊利上尉的曼陀鈴》即根据此次事件改编而来。小说后来又被好莱坞改编为电影《戰地情人》。

## 历史

### 背景
1941年4月至5月希臘戰役后，希腊被划分为数个敌占区，意大利占领了大陆以及大部分的岛屿。1943年5月以来，阿古伊师一直都是意军在凯法利尼亚岛的驻军。阿古伊师有11500名士兵和525名军官，由2个步兵团（第17和第317团）、第33炮兵团、第27黑衫军团、第19黑衫营和后援部队组成。其第18团被派遣到克基拉島驻军。此外，阿古伊师还拥有海军的海岸炮、鱼雷艇和两架飞机。自1943年6月18日起，该师由52岁的安东尼奥·甘丁将军指挥，他是一位获得过德国鐵十字勳章的苏德战争老兵。
考虑到突尼西亞戰役盟军获胜，以及意大利有可能与盟军达成停战协议，德国决定加强他们在整个巴尔干地区的军力。7月5日至6日，约翰内斯·巴格上校带领第966要塞掷弹兵团2000人前来，其中有要塞810营和909营以及一批自行火炮和9辆坦克。
1943年9月，義大利與盟國停戰，甘丁将军发现自己陷入两难境地：或者向德国投降——德国已经为将来可能发生的事情做好了准备，并开始在其他地方执行軸心方案解除意军武装；或者奋力反抗。起初，甘丁请求上级下达指示，并开始与巴格进行谈判。
1943年9月8日，停战协定公布当天，拥有170000人的意大利希腊占领军指挥官卡洛·韦基亚雷利将军把他的命令发电报给甘丁。实际上该命令就是維托里奧·安布羅西奧将军传达总部命令的2号备忘录。韦基亚雷利命令指示若德军未攻击意军，意军便不应攻击德军。安布羅西奧命令则指示若希腊游击队员或盟军抵达凯法利尼亚，意军不应与其携手作战。
就德军攻击这一方面而言，韦基亚雷利的命令给的并不具体，因为它是根据佩特罗·巴多格里奥将军的指令下达的。巴多格里奥指出意大利应该对无论何方的无论何威胁做出缓兵之计，即是暗示意军应该自卫。 同日22时30分，甘丁收到安布罗西奥将军的命令，按停战协议要求，应立即派遣他的大部分海军和商船前往布林迪西。甘丁答应了，便也因此失去了一个可能的逃跑机会。
然而，巴多格里奥在墨索里尼被推翻后，为了安抚德国，同意将德意两军统归德国管制。因此，虽然意大利已与盟国达成停战协议，但韦基亚雷利和甘丁其实都归德国管。这使得德国有理由将任何违抗其命令的意军当叛军处理，而当时的战争法律海牙公约认为非法战斗人员被捕后可立即被处决。
9月9日9时，巴格会见甘丁，欺骗说他并没有收到德军指挥部下达的命令。这两个人都很喜欢对方，他们有一些共同点，比如说都是亲德的，都喜欢歌德。其实，正是甘丁的亲德态度使得安布罗西奥将军派他指挥阿古伊师。安布罗西奥担心他会站在德国人一边，反对让墨索里尼下台的阴谋，便想让甘丁离开意大利。两人在欢快的气氛中结束会面，同意等待命令下达，同意和平解决当前局势。
9月11日，意大利高级指挥部向甘丁下达了两条明确指示，大意是说，必须敌对德国，必须武力拒绝解除武装。 同日，巴格向甘丁发出最后通牒，要他必须选择一项：

1. 继续与德国并肩作战
2. 与德国交战

3. 和平交出武器

甘丁把巴格的最后通牒带给他的高级军官和阿古伊师的七个牧师，一同讨论。六名牧师和所有高级军官都建议他遵守德军要求，一名牧师建议即刻投降。然而，甘丁拒绝与德国交好，因为这违背了巴多格里奥传达的国王的命令。但他也不想与他们交战，因为，如他所说，“他们曾与我们并肩作战，也曾为我们而战”。 另一方面，交出武器又有违停战精神。 尽管有意大利总司令部的命令，甘丁还是选择继续与巴格谈判。

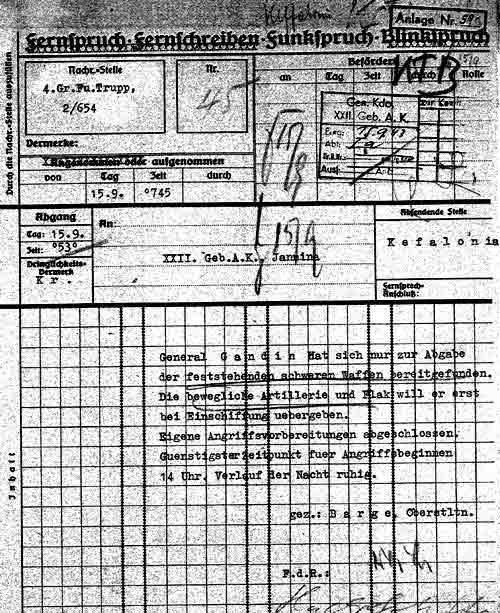
巴格向上级发的电报，报告说甘丁决定只交出重型武器，德军准备攻击

甘丁最终同意放弃有利地理条件，将士兵撤出卡尔扎卡塔（Καρδακάτα）山。而作为回报，德军承诺不从希腊本土地区派兵来增援。9月12日，他通知巴格，他准备交出武器。 巴格上校随后将其转告给他在第22山地兵团的上级。然而，甘丁受到了来自下级军官的压力，让他不要与德军达成协议，否则就会兵变。阿古伊师在克基拉島的独立团并非由甘地指挥，9月12日至13日午夜时分，他们用无线电告诉他，他们拒绝与德军达成协议。甘地还从可靠消息来源得知，先前投降的士兵并未回国，而是被驱逐出境。
9月13日，一支由五艘船组成的德国船队驶近凯法利尼亚岛首府阿尔戈斯托利翁。意大利炮兵指挥官们主动下令炮兵开火，击沉两艘德国登陸艇，击毙5名德国人。
在这种情况下，同天晚上，甘丁针对巴格给他的三个选择向部队发起舆论调查：

1. 加入德军
2. 投降后被遣返
3. 抵抗德军

意军大多赞成第三种选择，但暂无资料给出其具体数字。9月14日，甘丁撕毁协议，拒绝交出除重型火炮外的任何武器，并要求德军离开凯法利尼亚岛。甘丁要求在第二天9时前给予答复。

### 交战
谈判陷入僵局，德军遂准备武力解决，向意军下达最后通牒，期限为9月15日14时。
9月15日上午，德国空军开始用Ju 87俯衝轟炸機轰炸意军阵地。地面上意军最初占优，俘虏约400德军。然而，9月17日，德军由哈拉爾德·馮·赫希菲爾德少校指挥的“赫希菲爾德作战小组”投入战斗。该小组由德国国防军第1山地師98团3营、第54山地营和第104獵兵師724团1营组成。其中第98山地獵兵团，在该次屠杀前几个月内，已犯下了针对伊庇鲁斯地区平民的数次暴行。

与此同时，德军开始散发传单，呼吁意军投降。传单上书（译文）：
“意大利的战友们、士兵们、军官们，你们为什么要与德国为战？你们的领袖早已背弃了你们！……放下武器！！你们的德国战友将为你们开辟一条返乡之路。”

甘丁不断向布林迪西战争部求援，但未获任何答复。他还派了国际红十字的一名大使到战争部去，但其在普利亚大区海岸受阻，三天后终于抵达位于布林迪西的意军最高司令部，但为时已晚。此外，萊切有300架效忠巴多格里奥的飞机，可飞抵凯法利尼亚岛，已准备参加战斗。但盟军禁止其飞离，因为盟军担心他们可能会叛逃至德军一方。还有两艘意大利魚雷艇已在驶往凯法利尼亚岛途中，盟军因同种原因勒令其回港。
包括希腊人民解放军凯法利尼亚岛分队在内的当地居民都为意军提供了援助，但由于德军拥有绝对的空中优势和丰富的战斗经验，阿古伊师根本不是德军的对手。此外，甘丁把部队从卡尔扎卡塔山撤出，更给了德军战略优势。几天战斗后，9月22日11时，最后一批意军遵照甘丁命令投降。意军弹药用尽，有1315人阵亡。据德国方面消息，战斗造成300德军和1200意军丧生。另有15名希腊游击队员死亡。

### 屠杀
屠杀始于9月21日，持续一周。意大利投降后，阿道夫·希特勒发布命令，允许德军以“叛国罪”处决任何反抗德军的意军军官。9月18日，德国國防軍最高統帥部发布命令，指“鉴于意军在凯法利尼亚岛的背信弃义，德国将不俘虏任何意军”，意即就地处决之。山地獵兵开始把意军四至十人分批次处决。德军首先用机枪杀死了投降的意军。军中有一群巴伐利亚士兵反对这种做法，德军便威胁要将他们草率处决。随后，德军把余下士兵押送到圣特奥多罗市政厅，八人一批处决。甘丁及其下属137名高级军官于9月24日被送上军事法庭后处决，抛尸海上。
罗穆阿尔多·福尔马托（Romualdo Formato）是阿古伊师七名随行神职人员之一，也是屠杀的少数幸存者之一。军官们把自己的东西交给福尔马托，让他带回意大利给他们家人。然而，德军没收了这些物品，福尔马托进而无法给出被杀军官的确切人数。
在处决意军军官时，有一德国军官前来，宣布说只要意军能够证明自己来自博尔扎诺便可获死缓，因为9月8日，该地区已被德国吞并。借此机会，福尔马托乞求该德军军官停止杀戮，救下剩下的少数军官。德国军官回答道，他会和指挥官商量的。半小时后，该军官回来告诉福尔马托他们将停止杀戮。包括福尔马托在内意军军官共幸存37人。德军随后向他们表示祝贺，并给他们烟抽。但事情远未结束。之后，德军强迫20名意大利水手把先前被处决的军官的尸体装到筏子上，开到海上之后，德军便把筏子连同筏子上的水手炸掉。
奧地利人阿尔弗雷德·里希特（Alfred Richter）曾参与屠杀，他讲过一件事，说有一个士兵在当地小酒馆给德国人唱詠嘆調，他被逼着在战友被处决的时候唱歌。这名士兵是生是死不得而知。
据里希特所说，意大利士兵在向德军第98团投降后便被杀害，皆为头部中弹，尸体随后被堆起来。第98团士兵还把他们的靴子脱下来给自己穿。里希特另提到有一群意大利人被带到弗拉格卡塔（Φραγκάτα）村附近的采石场和围墙围起来的花园里用机枪射杀。屠杀持续两小时。
约5000具尸体后被以各种方式处理掉。尸体有的扔在柴堆上烧掉，有的装到船上沉入海底。据幸存者之一阿莫斯·潘巴洛尼称，其他人于1943年9月23日在阿尔戈斯托利翁被当众处决，尸体就地腐烂。也有尸体绑上石头以后扔进海里。此外，德军还不让阿古伊师的士兵埋葬死者。有一名牧师出去找尸体，发现遍地都是骨头。
存活下来的少数士兵得到了当地人民和希腊人民解放军的援助。有一重伤的幸存者被一名出租车司机载到凯法利尼亚一位女士家中，活过战争，后定居于科莫湖。另有三千名幸存者被德国用“辛夫拉”号和“阿尔德纳”号（Ardena）押往戰俘營，因船只途中在亚得里亚海沉没而溺毙。这些人员的死亡，与意军十二群島驻军的死亡类似，都是德国政策造成的结果，因为希特勒指示德国指挥官在押送战俘期间，无论会造成何种损失，都应放弃一切安保措施。

### 结果

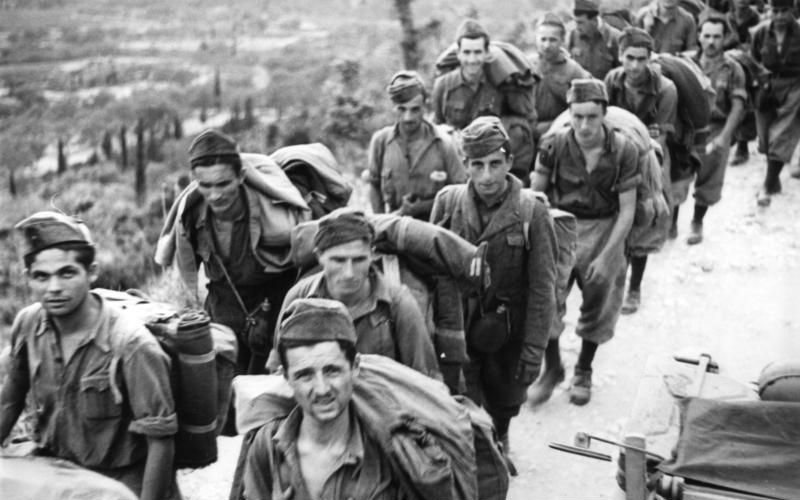
1943年9月，克基拉島，被德军俘虏的意大利士兵

其它地方也小规模地发生过类似事件。克基拉島驻扎有8000意军，由包括阿古伊师第18团在内的三个师组成。9月24日，德军一支部队登陆该岛，代号“叛国行动”，次日便诱使意军投降。
此后两天，按照希特勒指示，兰茨将军处决了全部的280名意大利军官。尸体被装上船，沉入海底。类似地，科斯岛之战结束后，意军指挥官及其90名军官也被枪杀。

1943年10月，墨索里尼在北意大利建立了意大利社会共和国，德国给了余下的意军俘虏三个选择:

1. 继续与德国并肩作战
2. 在岛上強迫勞動
3. 压入德国集中营

大多数意军选择了第二种。
1944年1月，一位牧师的叙述传到了墨索里尼那里。奥雷利奥·加罗比奥是一名来自瑞士区提契諾州的法西斯分子，他把发生的这些事告诉了墨索里尼。尽管墨索里尼认为阿古伊师的军官比士兵更像叛徒，但他仍然对德军的所作所为感到十分愤怒。然而，在他与加罗比奥的一次交流中，加尔比奥抱怨德国人冷酷无情，墨索里尼答道：“但是我们的人自卫了，你知道的。他们击沉了几艘德国登陆艇。他们是真正的意大利人。”

## 审判
哈拉爾德·馮·赫希菲爾德少校从未因大屠杀而受审。赫希菲爾德后来于1944年12月成为德意志國防軍最年轻的將軍，1945年因杜克拉山口之战死于波兰杜克拉山口。只有赫希菲爾德的上级指挥官胡贝特·兰茨将军在纽伦堡审判时因此次屠杀以及在希腊犯下的其它罪行被判处12年监禁。他于1951年获释，1982年去世。大屠杀发生时巴格上校不在岛上。后来他因在克里特的表现被授予骑士铁十字勋章，于2000年去世。

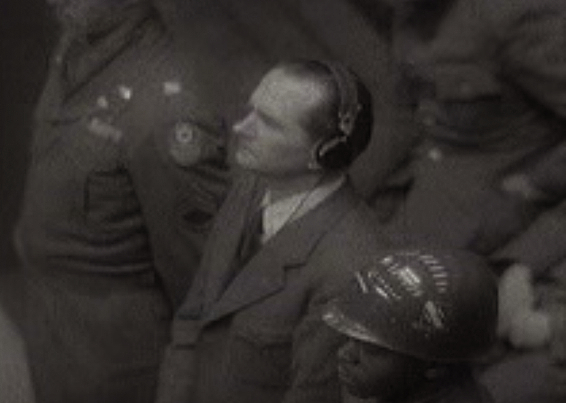
胡贝特·兰茨将军，第12山地团指挥官，在纽伦堡审判现场。迄今为止他是因凯法利尼亚岛大屠杀被判刑的唯一一人

兰茨之所以被从轻判罚，是因为纽伦堡法院被伪证误导，尽管就在审判前一年，即1946年，福尔马托已出版了一本关于此次大屠杀的书，但法院仍不相信大屠杀真的发生过。由于各个命令的具体下达者存疑，兰茨只被指控杀害甘丁及其军官。兰茨在庭上撒谎说，他拒绝服从希特勒杀死囚犯的命令，因为这使他十分反感。他声称，提交给E军团的报告里说有5000名士兵被杀，只是用来欺骗陆军司令部，目的是掩盖他违反希特勒命令的事实。他补充说，被杀的军官不到12名，其余的人都经由帕特雷运往比雷埃夫斯。
还有别的德国人帮兰茨作伪证，比如希特勒的随身侍从冯·布特拉（von Butlar）将军，他曾参与阿德阿提涅大屠杀。1943年9月，这些德国人都发誓称凯法利尼亚岛大屠杀从未发生过。此外，由于某种不得而知的原因，意大利方面从未当庭出示证据证明发生过大屠杀。据推测，可能由于停戰協定相关条款对意大利极为不利，意大利遂拒绝配合审判。最终，法院遂接受兰茨所述，认为他阻止了屠杀的发生。因此，兰茨比在南斯拉夫犯下罪行的洛塔爾·倫杜利克将军受到的刑罚要轻。他只被关了三年，于1951年底就被释放。
兰茨的辩护律师强调，意大利没有提供证实大屠杀的证据，并且没有证据可以证明布林迪西的意军总部曾指示甘丁及其部队作战。因此，甘丁和他的手下是叛军或非正规作战人员，不适用日内瓦公约战俘相关条款。
1964年多特蒙德州检察官约翰内斯·奥布卢达（Johannes Obluda）试图重审此案，但失败了，因为当时德国的政治气氛更倾向于放下战争。2002年，多特蒙德检察官乌尔特里希·马阿奥斯（Ultrich Maaos）试图重新对某些应对大屠杀负责的人提起诉讼。马阿奥斯的办公室里有一张世界地图，还有一张凯法利尼亚岛地图，上面标有处决日期、地点，屠杀遭难者姓名。然而其调查最终并未导致相关人员被起诉或逮捕。在仍然活着的300人中，已有10名前第1山地师的人员受到调查。

## 纪念

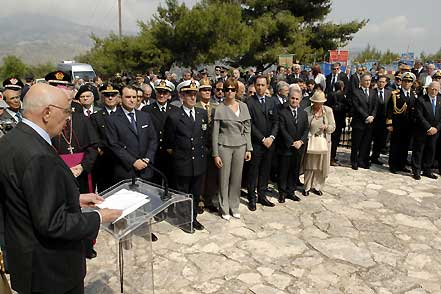
凯法利尼亚岛，意大利总统乔治·纳波利塔诺出席阿古伊师纪念仪式

20世纪50年代，包括189名军官在内约3000名士兵的遗骸被挖掘出，运回意大利，埋葬在巴里的意大利战争公墓。甘丁将军的遗体一直未得到确认。
此次屠杀很大程度上被意大利媒体和教育机构所忽视。直到1980年，曾参加过意大利抵抗运动游击队的总统亚历山德罗·佩尔蒂尼在凯法利尼亚岛为罹难者纪念碑揭幕，这一情况才得到改善。然而，直到2001年3月，才又有一名意大利总统（即卡洛·阿泽利奥·钱皮）前来瞻仰纪念碑。而当时他很可能是受到即将上映的好莱坞电影《戰地情人》的影响才去参观的。由于今天的这些活动，意大利有许多街道被命名为“阿古伊师”。
钱皮在纪念仪式上提及阿古伊师的士兵时表示，他们勇于为祖国战斗和牺牲，他们的作为，是意大利摆脱法西斯主义后的首次抵抗行动。此次屠杀现今不断被人们研究，被视为二战期间意大利抵抗运动的一个典型例子。
2002年，意大利邮政发行了纪念邮票“阿古伊师大屠杀”（Eccidio della Divisione Aqui）。
希意两国总统定期在凯法利尼亚岛阿古伊师纪念碑下开展纪念仪式。2007年3月2日至3日，意大利帕尔马召开了一次关于此次屠杀的学术研讨会。
凯法利尼亚岛的希意社团曾在阿尔戈斯托利翁的天主教堂旁举办过一次“地中海展览会”，展出了有关大屠杀的照片、报纸文章和文件。